# Rhyacophila tristis
Rhyacophila tristis är en nattsländeart som beskrevs av Francois Jules Pictet de la Rive 1834. Rhyacophila tristis ingår i släktet Rhyacophila och familjen rovnattsländor. Inga underarter finns listade i Catalogue of Life.